# 六方

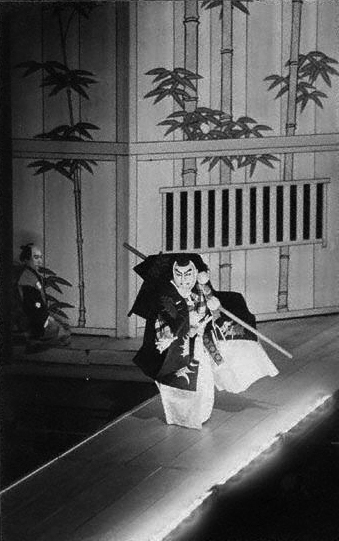
『勧進帳』弁慶の飛び六法

六方（ろっぽう）とは、歌舞伎・人形浄瑠璃・舞踊の演出のひとつ。六法とも書く。伊達や勇壮なさまなどを誇張したり美化した荒事の要素をもつ所作で、名称は天地と東西南北の六つの方向に手を動かすことに由来する。基本動作は、左足を出すときは左手を右足を出すときは右手をそれぞれ出す俗に「なんば」というもので様式を重んじる。
歌舞伎では、当初は舞台への出の時に行われたが、後代になるともっぱら花道への引っ込みの時にこれが行われる。

## 主な六方
- 『勧進帳』の弁慶の飛び六方（とび ろっぽう）
- 『天竺徳兵衛韓噺』の徳兵衛の泳ぎ六方（およぎ ろっぽう）
- 『義経千本桜』「鳥居前」の佐藤忠信実ハ源九郎狐の狐六方（きつね ろっぽう）
- 『宮島のだんまり』の傾城浮舟太夫実ハ盗賊袈裟太郎の傾城六方（けいせい ろっぽう）
- 『歌舞伎十八番之内 不破』の丹前六方（たんぜん ろっぽう）

## その他の六方
江戸期の随筆「蘿月庵国書漫抄」（の引用する「浪合記」）によれば「だんじり六法」が大阪歌舞伎の嵐三右衛門によって創作されたという。